# Bless the Martyr and Kiss the Child
Bless the Martyr and Kiss the Child es el primer álbum de estudio de la banda de metalcore Norma Jean. Fue lanzado el 13 de agosto de 2002 a través de Solid State Records. Es el único álbum de la banda que cuenta con el bajista Joshua Doolittle y el cantante Josh Scogin, este último se convirtió en el vocalista de The Chariot.

## Antecedentes
La banda había lanzado previamente otro álbum de estudio, Throwing Myself, bajo el nombre de Luti-Kriss. La banda cambió su nombre debido a que el teclista Mick Bailey y el bajista Josh Swafford se iban y también querían ir en una dirección musical diferente (la banda tocaba un híbrido entre el nu metal y el metalcore).
Las primeras grabaciones de las pistas «I Used to Hate Cellphones, But Now I Hate Car Accidents» y «The Shotgun Message» se lanzaron en un álbum split con MewithoutYou.
El álbum completo fue grabado en vivo y con muy pocos overdubbing. El folleto afirma que el CD fue producido en su totalidad sin el uso de computadoras.
En la edición limitada, la canción «Pretty Soon, I Don't Know What, but Something Is Going to Happen» presenta un sampleo de la película π de 1998, dirigida por Darren Aronofsky. La canción «Face:Face» se inspira en Proverbios 30.

## Lanzamiento
El álbum fue lanzado el 13 de agosto de 2002 a través de Solid State Records. Se lanzaron videos musicales para las canciones «Memphis Will Be Laid to Waste» y «Face:Face». En el video musical de «Memphis Will Be Laid to Waste» presentó al vocalista Brad Norris y al nuevo bajista Jake Schultz en lugar de Scogin y Doolittle, quienes ya habían dejado la banda. Aaron Weiss de MewithoutYou aparece en la canción «Memphis Will be Laid to Waste» por cortesía de Tooth & Nail Records. «Memphis Will Be Laid to Waste» tenía un video musical con un curioso concepto de historia con subtítulos. Se emitió en Uranium y Headbangers Ball tras su lanzamiento.

## Recepción
Desde su lanzamiento, Bless the Martyr and Kiss the Child han sido aclamados por la crítica y, a menudo, son considerados un hito en el género metalcore. Jason D. Taylor de Allmusic premió el álbum con 4 de 5 estrellas. Taylor elogió la "explosión macabra de hardcore/metal" de la banda y la producción de Adam Dutkiewicz. Mike Rimmer de Cross Rhythms le dio al álbum un 9 de 10, diciendo que era "una hora de implacable ruido de guitarra". Greg Pratt de Exclaim! comparó a Norma Jean con bandas como Zao y Living Sacrifice, mientras que elogió el sonido progressive metalcore del álbum y dijo que el álbum es una necesidad para cualquiera que sea fanático de la música pesada. Andy Kelly, de Jesusfreakhideout, dijo que el álbum es una "revolución del hardcore" con una "oferta técnica y musicalmente sorprendente". Kelly concluyó en su revisión diciendo que "el hardcore no puede ser mejor que esto [refiriéndose al tecnicismo]."

## Lista de canciones
Todas las letras escritas por Josh Scogin, toda la música compuesta por Norma Jean. 
| N.º   | Título                                                             | Duración |  |
| 1.    | «The Entire World Is Counting On Me, and They Don't Even Know It»  | 3:10     |  |
| 2.    | «Face:Face»                                                        | 3:31     |  |
| 3.    | «Memphis Will Be Laid to Waste» (Con Aaron Weiss)                  | 4:56     |  |
| 4.    | «Creating Something Out of Nothing, Only to Destroy It»            | 6:22     |  |
| 5.    | «Pretty Soon, I Don't Know What, But Something Is Going to Happen» | 15:49    |  |
| 6.    | «The Shotgun Message»                                              | 1:37     |  |
| 7.    | «Sometimes It's Our Mistakes That Make for the Greatest Ideas»     | 3:15     |  |
| 8.    | «I Used to Hate Cell Phones, But Now I Hate Car Accidents»         | 5:02     |  |
| 9.    | «It Was As If the Dead Man Stood Upon the Air»                     | 1:30     |  |
| 10.   | «The Human Face, Divine»                                           | 5:41     |  |
| 11.   | «Organized Beyond Recognition»                                     | 7:28     |  |
| 58:25 |                                                                    |          |  |

| Limited Edition track listing | |          |  |
| N.º                           | Título | Duración |  |
| 1.                            | «The Entire World Is Counting On Me, and They Don't Even Know It»                                         | 3:15     |  |
| 2.                            | «Face:Face»                                                                                               | 3:35     |  |
| 3.                            | «Memphis Will Be Laid to Waste» (Con Aaron Weiss)                                                         | 5:00     |  |
| 4.                            | «Creating Something Out of Nothing, Only to Destroy It»                                                   | 6:42     |  |
| 5.                            | «Pretty Soon, I Don't Know What, But Something Is Going to Happen» (Contiene soundbite de la película Pi) | 15:53    |  |
| 6.                            | «The Shotgun Message»                                                                                     | 1:50     |  |
| 7.                            | «Sometimes It's Our Mistakes That Make for the Greatest Ideas»                                            | 3:19     |  |
| 8.                            | «I Used to Hate Cell Phones, But Now I Hate Car Accidents»                                                | 5:15     |  |
| 9.                            | «Untitled» (Instrumental)                                                                                 | 2:07     |  |
| 10.                           | «It Was As If the Dead Man Stood Upon the Air»                                                            | 1:38     |  |
| 11.                           | «The Human Face, Divine»                                                                                  | 5:49     |  |
| 12.                           | «Organized Beyond Recognition»                                                                            | 7:32     |  |

## Personal
| Norma Jean - Josh Scogin: voz - Christopher Day: guitarra - Scottie Henry: guitarra, coros - Joshua Doolittle: bajo - Daniel Davison: batería Producción - Adam Dutkiewicz y Norma Jean: productor - Alan Douches: masterización - Aaron Johnathan Weiss: piano, guitarra, pandereta - Roy Culver: A&R - David Stuart: fotografía |